# 宇都宮二荒山神社
宇都宮二荒山神社（うつのみやふたあらやまじんじゃ、-ふたらやまじんじゃ）は、栃木県宇都宮市にある神社。式内社（名神大社）論社、下野国一宮。旧社格は国幣中社で、現在は神社本庁の別表神社。神紋は「三つ巴（菊に三つ巴）」。
正式名称は二荒山神社であるが、日光の二荒山神社（ふたらさんじんじゃ）との区別のために鎮座地名を冠して「宇都宮二荒山神社」と呼ばれる。古くは宇都宮大明神などとも呼ばれた。現在は通称として「二荒さん」とも呼ばれる。

## 概要

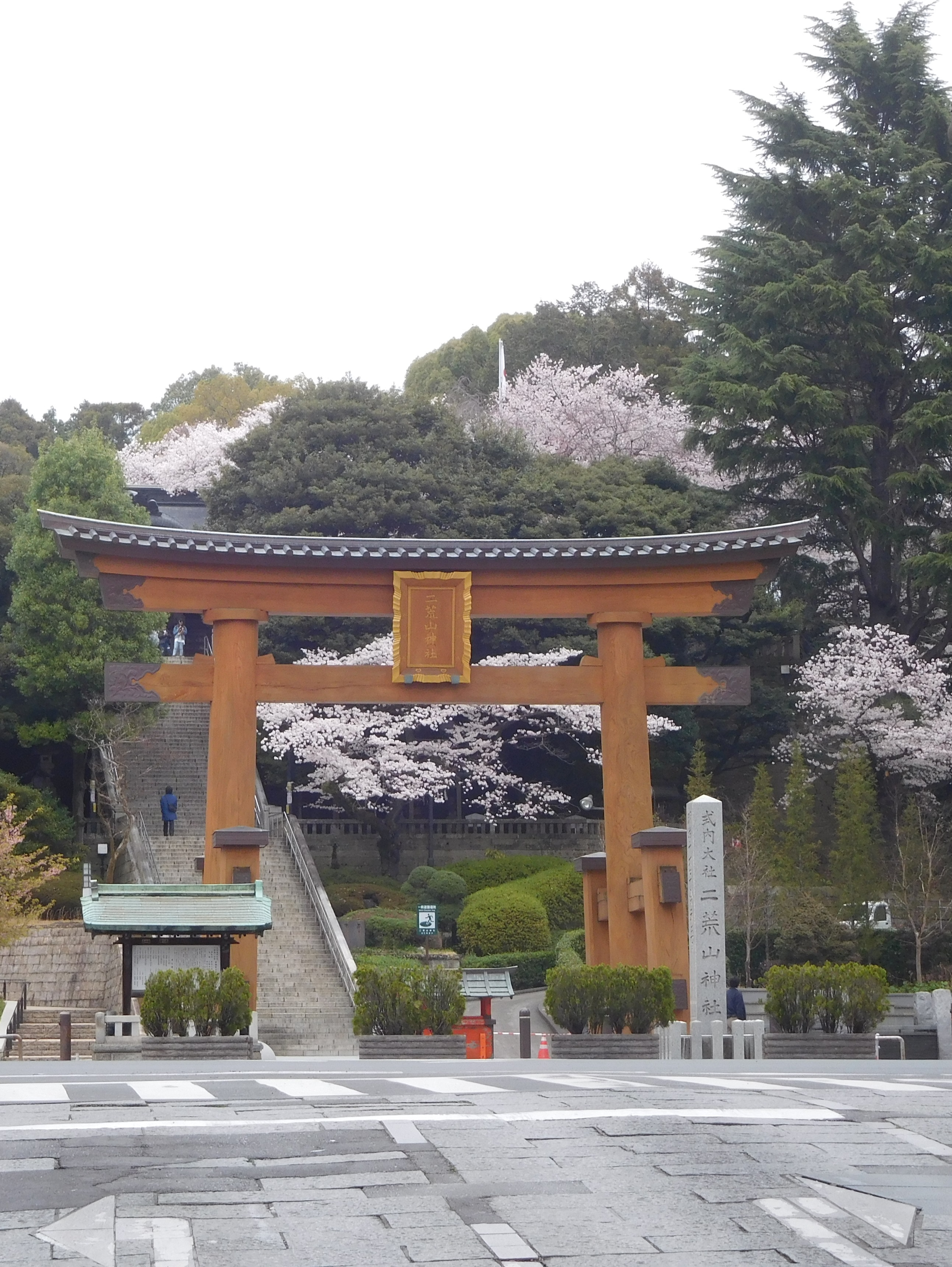
鳥居

宇都宮市の中心部、明神山（臼ヶ峰、標高約135m）山頂に鎮座する。
東国を鎮めたとする豊城入彦命を祭神として古くより崇敬され、宇都宮は当社の門前町として発展してきた。また、社家から武家となった宇都宮氏が知られる。社殿は創建以来何度も火災に遭っており、現在の社殿は戊辰戦争による焼失後の明治10年（1877年）の再建。
文化財として、国認定の重要美術品である三十八間星兜、鉄製狛犬などを有している。

## 祭神
主祭神
- 豊城入彦命 （とよきいりひこのみこと）

第10代崇神天皇の第一皇子で、天皇の命で東国を鎮めたとされる。毛野国（のちの下野国・上野国）の開祖とされる。
相殿
- 大物主命 - 崇神天皇が都とした磯城瑞籬宮（奈良県桜井市金屋）の北に鎮座する、三輪山（大神神社）の神
- 事代主命 - 大物主命の子

主祭神については、時代によって彦狭嶋王、御諸別王（彦狭嶋王の子）、事代主命、健御名方命、日光三所神など諸説ある。江戸期には日光山大明神と称されたこともあり、天保14年（1843年）には大己貴命、事代主命、健御名方命が祭神であった。

## 歴史
社伝では、仁徳天皇41年に毛野国が下野国と上野国に分けられた際、下野国国造に任じられた奈良別王（ならわけのきみ）が曽祖父・豊城入彦命をこの地域の氏神として祀ったのに始まると伝える。ただし、それ以前に豊城入彦命によって三輪山から勧請された大物主命が祀られていたとも伝えられている。地元では、当社に参拝すれば下野国にある全ての神社の御利益を受けられるとされ、人々の信仰を集めた。
当初の鎮座地は現在地から大通りを隔てた南側にある荒尾崎（現 摂社下之宮が鎮座）であったが、承和5年（838年）に現在地の臼ヶ峰（明神山）に遷座した。
「二荒山神社」を名乗る神社は関東地方を中心に数多くあるが、中でも当社と日光の二荒山神社の2社が古社として知られている。平安時代中期の『延喜式神名帳』には名神大社として「下野国河内郡 二荒山神社」の記載があるが、その帰属を巡って日光社との間で議論がある（「二荒山神社」を参照）。その後神階は正一位まで進み、下野国一宮となったとされる（ただし日光社も一宮を称する）。
豊城入彦命は武徳にも優れ、藤原秀郷、源頼義、源義家、源頼朝、徳川家康など著名な武将らも戦勝祈願し、種々の寄進や社殿の改築をしたと伝えられている。平将門の乱にあっては、藤原秀郷がこの神社で授かった霊剣をもって将門を討ったと言われる。また『平家物語』によると、屋島の戦いにあって那須与一は平家船上の扇の的を射る際に「日光権現、宇都宮、那須の温泉大明神」と祈ったという。
また、宇都宮氏の初代当主であり、宇都宮城を築いたとされる摂関家藤原北家道兼流藤原宗円が、当社の宮司を務めたという説もある。宇都宮氏は、藤原宗円が、この地の豪族で当時の当社の座主であった下毛野氏ないし中原氏と姻戚関係となり土着したのが始まりであり、当時の毛野川（当時の鬼怒川）流域一帯を支配し、平安時代末期から約500年間に亘り関東地方の治安維持に寄与した名家である。庶流に常陸国守護小田氏や武茂氏がおり、また毛野川東岸および小貝川流域一帯を支配した紀清両党とも姻戚関係にあった。
「宇都宮」という地名は当社に由来するものとされる。ただし、一宮（いちのみや）の訛りという説、遷座したことから「移しの宮」の転という説、「二荒山の神の現宮（うつつのみや）」という説、豊城入彦命が東国の総監として此処に住し国がよく治まったことから「宇津くしき宮」と呼ばれそれが「うつのみや」に転じたという説など諸説ある。
明応9年（1498年）に17代当主宇都宮成綱によって建て替えられる。
慶応4年（1868年）の戊辰戦争において土方歳三ら幕軍がこの神社を拠点に宇都宮城攻防戦を繰り広げている。
明治20年（1887年）3月17日の内務省訓令第15号「官国幣社保存金制度」により、以降15年間に亘り官国幣社保存金が配付された。
2014年に「火焰太鼓山車」を修復。2016年に、1913年まで菊水祭で使用されていた「桃太郎山車」が修復され復活した。桃太郎山車は長さ約3.7m、幅約2.7m、最大の高さ約5.65m。2016年、戊辰戦争で新政府軍が下野の戦いで使った菊の紋章の旗2点が当社で見つかった。白生絹（しろすずし）御紋之旗は白い絹に墨で菊が描かれ、縦332.4cm、横58.9cmで書付には「宇都宮藩奉納」とある。菊御紋紅大四半は紅色の絹に菊が描かれ、縦164.8cm、横154.9cmで書付には「野津参謀奉納」とある。

### 神階
- 「二荒山神社#神階」を参照。

## 境内
当社の社殿は、かつては20年毎に立て替えられていた。また、戦国時代以降は戦火あるいは失火による焼失に見舞われ、天正13年(1585年)の後北条氏の宇都宮侵攻の際、安永2年(1773年)の宇都宮宿における大火の際、天保3年(1832年)の火災の際、さらに宇都宮戦争（戊辰戦争）での慶応4年4月19日(1868年5月11日)の第1次宇都宮城攻城戦の際に焼失している。現在の社殿は明治10年（1877年）に明治新政府によって仮社殿として再建されたものである。正面の石垣は江戸末期のもので、弘化3年丙午正月吉日の記載がある。

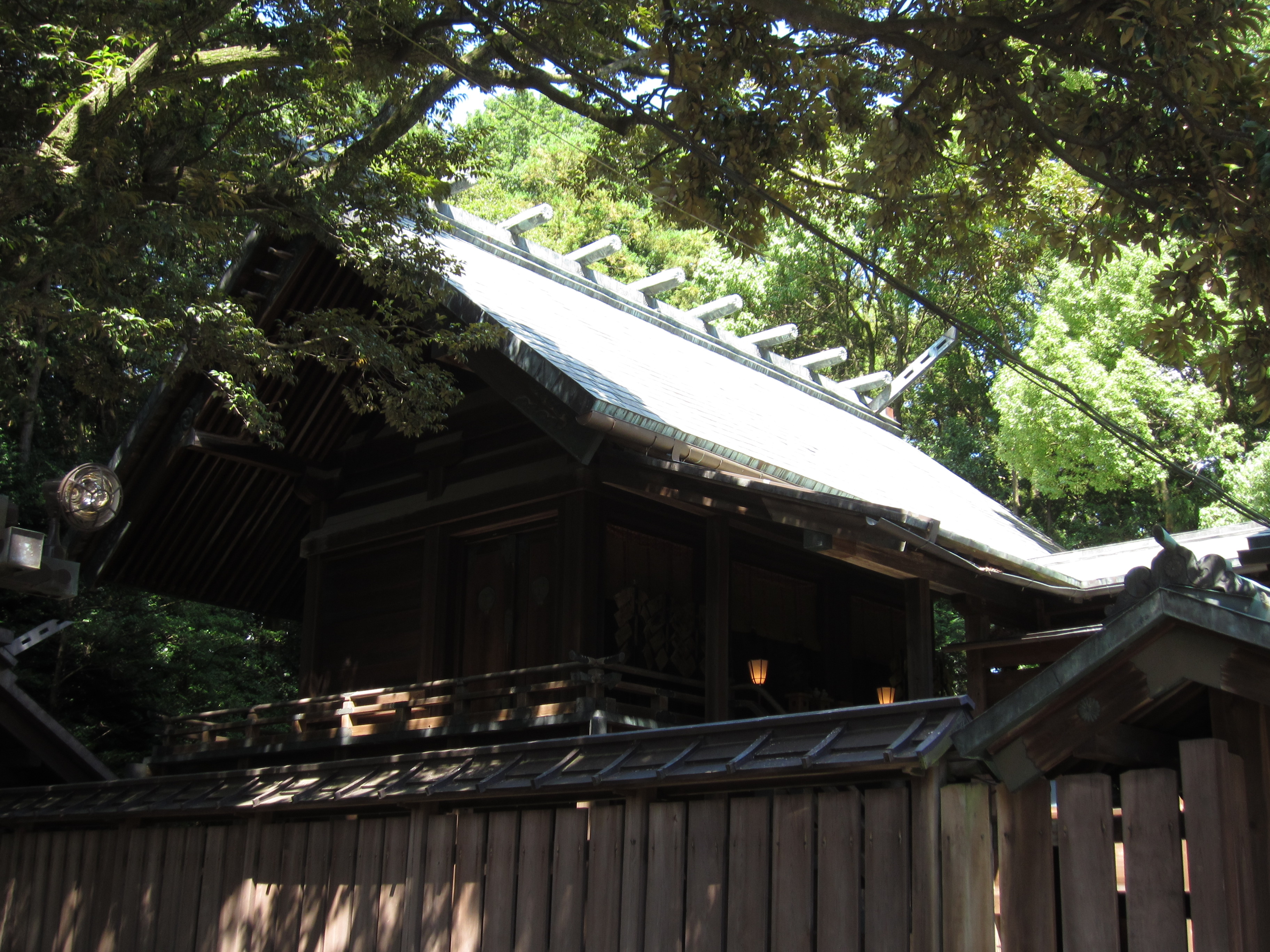
本殿 社殿は神明造。
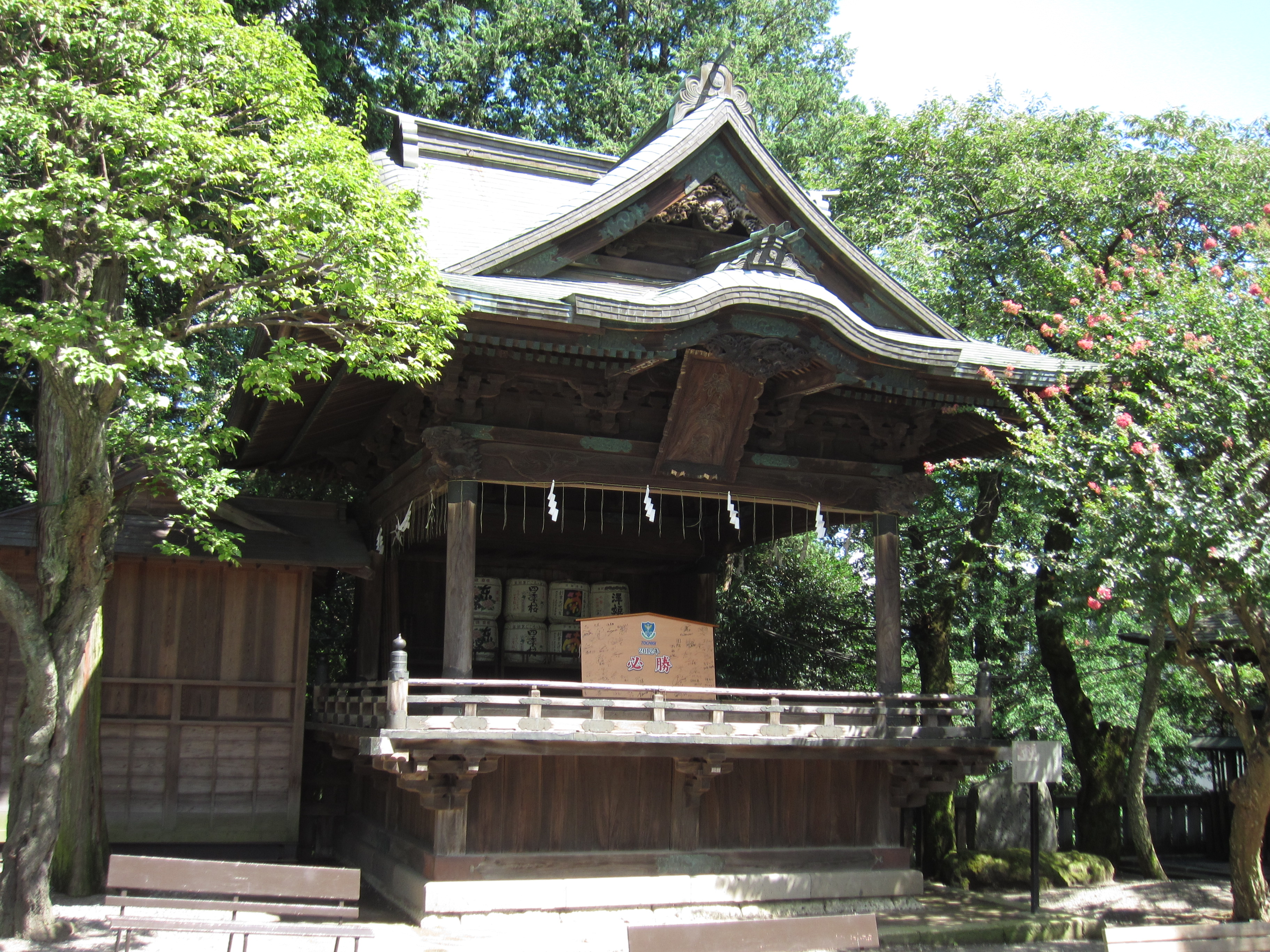
神楽殿 祭事の神楽はこの舞台で行われる。
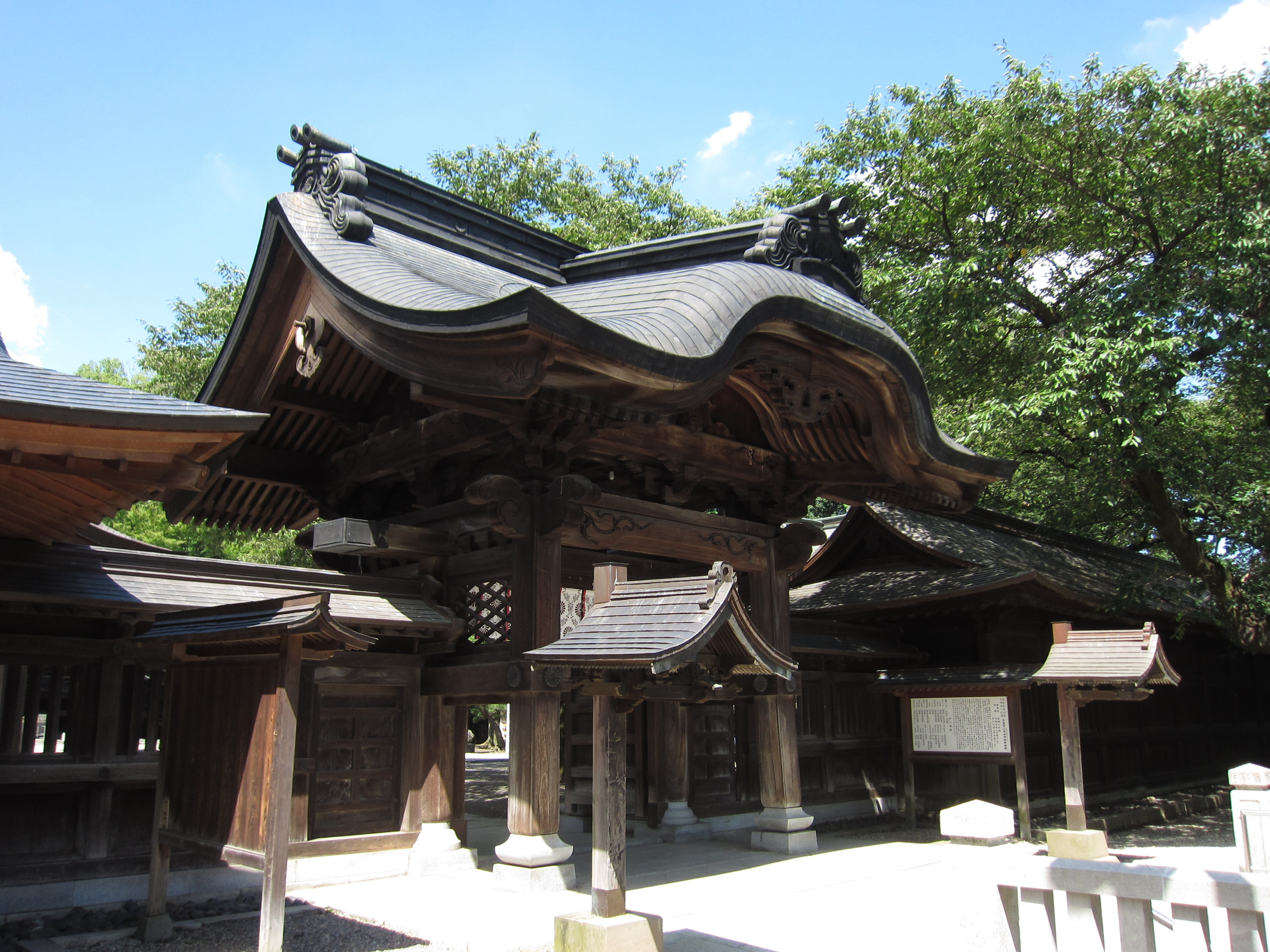
神門

- 拝殿
- 明神の井

宇都宮は各所に湧水があり、明神の井の湧き水は江戸時代には宇都宮名水「七水」のひとつとして数えられた。明治天皇の御行幸の折にはこの水を茶の湯としたと伝えられる。
- 神門
- 鳥居

樹齢400年の栃木県産のケヤキを用いた、高さ9.7m、幅13.8m、柱の直径90cmの大鳥居。江戸時代の同神社の両部鳥居を復元したものである。かつてあった鳥居は、第2次世界大戦中に空襲で焼失し、その代わりとして1946年12月に明神鳥居が建てられたが、その鳥居も老朽化が進んだため、2008年10月12日に現在のものに建て替えられた。

## 摂末社

### 摂社
境外摂社
- 下之宮

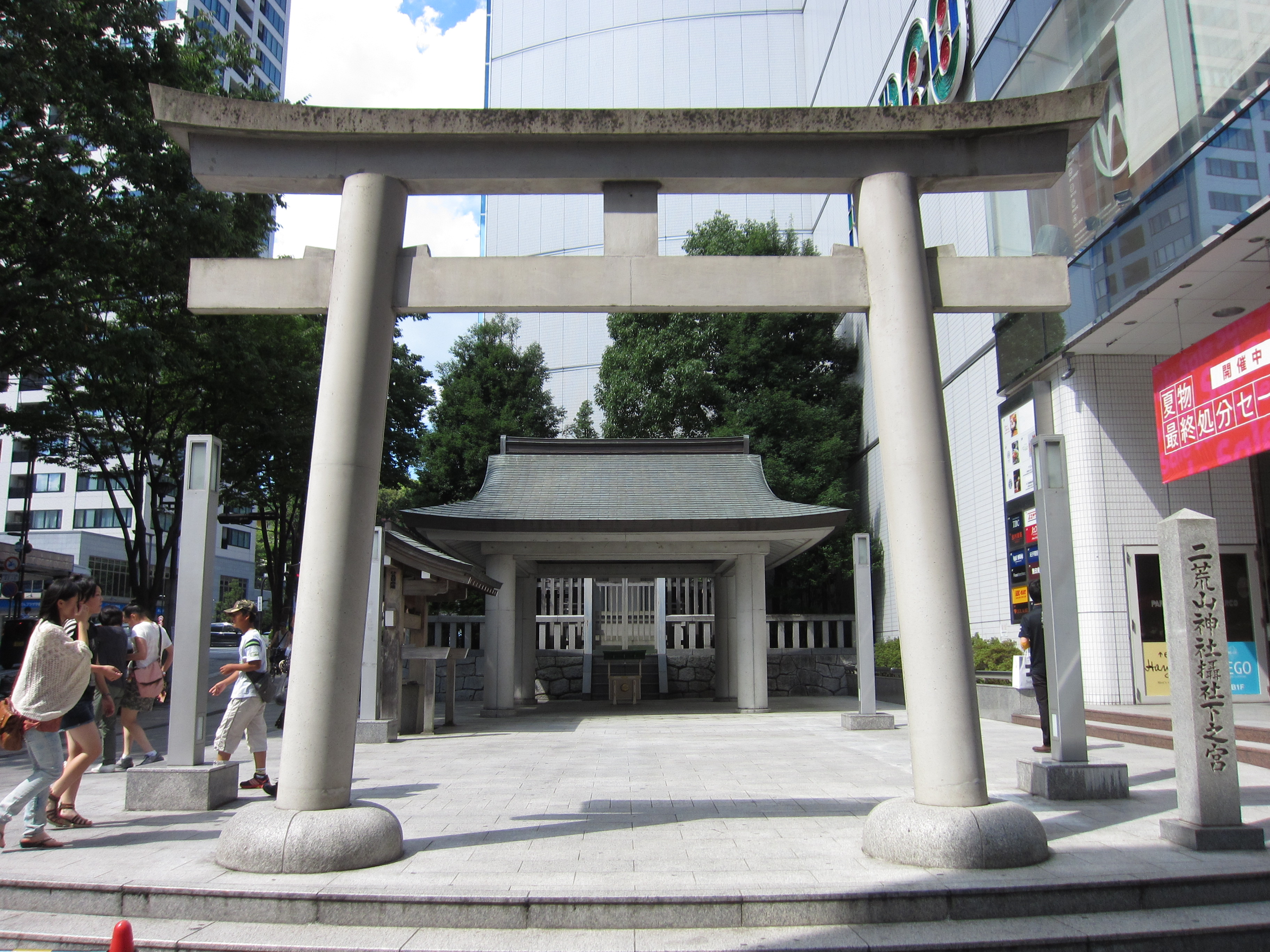
下之宮

  - 鎮座地：宇都宮市馬場通り3-1（北緯36度33分39.18秒 東経139度53分9.79秒 / 北緯36.5608833度 東経139.8860528度） - 本社鳥居前の道路を渡ってすぐ
  - 祭神：豊城入彦命（本社と同神）

周辺の旧地名を「荒尾崎」といい、本社の旧鎮座地と伝えられる。明治期までは小高い丘になっていたが終戦後、相生地区の大通り沿いに合同店舗「バンビル」が建設され、下之宮は地区南側の路地裏にひっそりと鎮座していた。1995年（平成7年）に地区の再開発（相生ビル「宇都宮パルコ」建設）により現在地に移転・創建された。前の広場はイベントスペースなどに利用され市民の憩いの場となっている。

### 末社
| 神門内 - 女体宮 - 祭神：三穂津姫命、例祭：10月22日 - 須賀神社 - 祭神：素戔嗚命、例祭：6月15日 - 市神社 - 祭神：大市姫命、例祭：6月15日 - 十社宮 - 祭神：下野国内の式内社の神、例祭：3月15日 - 初辰稲荷神社 - 祭神：倉稲魂命、例祭：陰暦2月初午日 表参道左手 - 剣宮 - 祭神：素戔嗚命、例祭：6月15日 - 菅原神社 - 祭神：菅原道真、例祭：8月4日 - 十二社 - 祭神：国常立神ほか12柱、例祭：9月15日 | 表参道右手 - 松尾神社 - 祭神：大山咋神・中津嶋姫命、例祭：1月15日 - 荒神社 - 祭神：素戔嗚命、例祭：6月15日 - 水神社 - 祭神：罔象女神 裏参道 - 東照宮 - 祭神：徳川家康公 |

女体宮（背後は本殿）
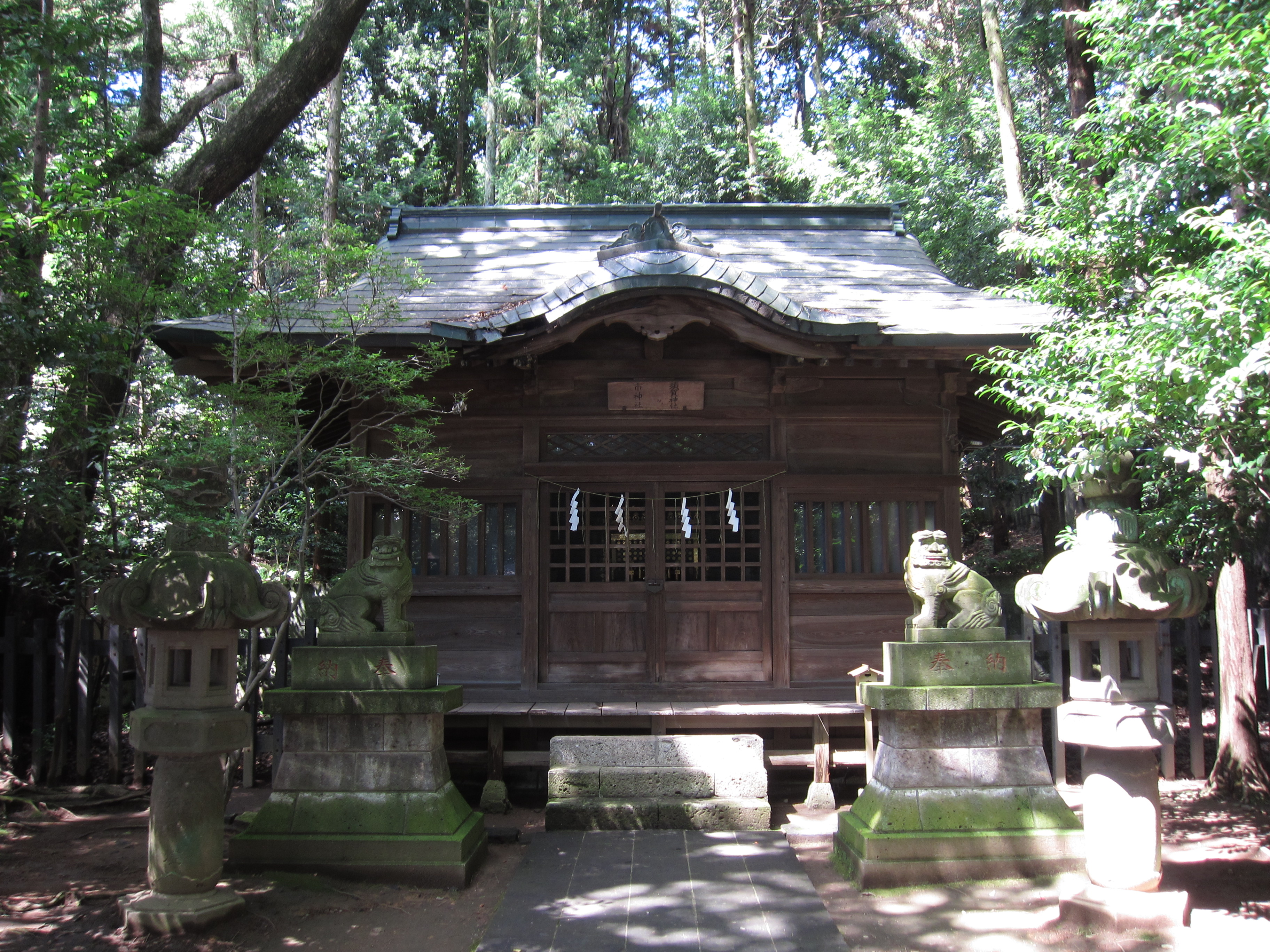
須賀神社・市神社
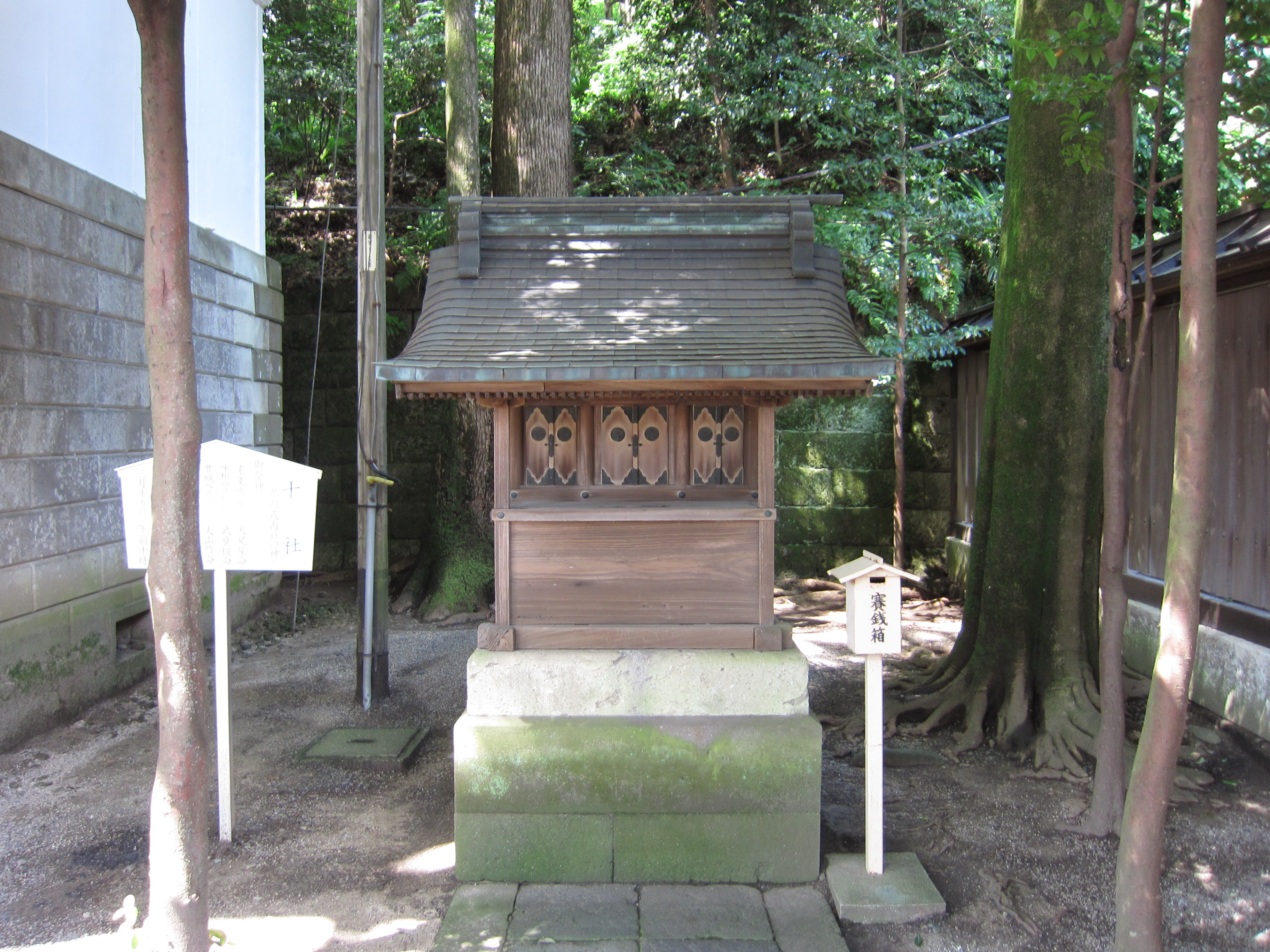
十社宮
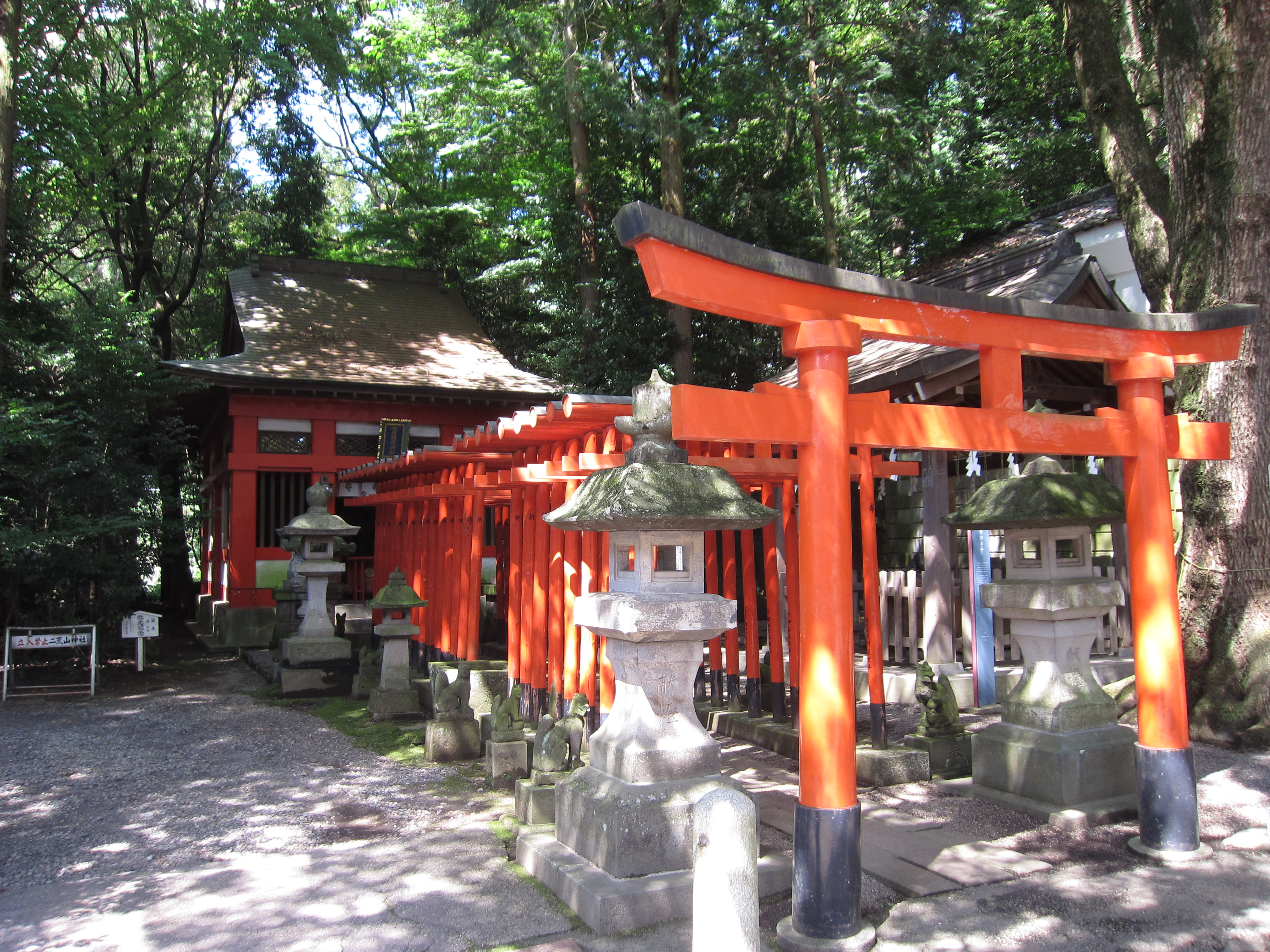
初辰稲荷神社
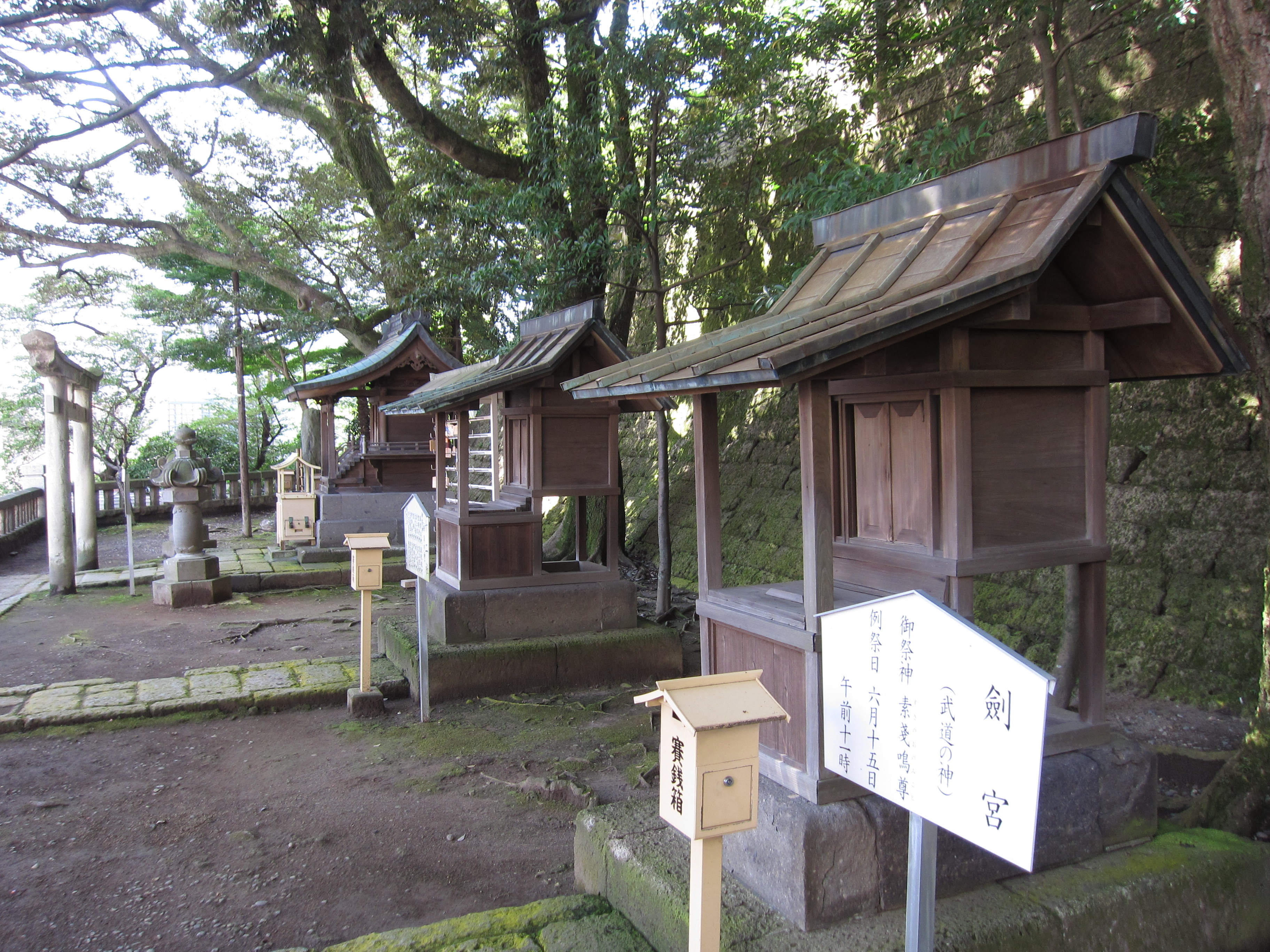
参道左手の3社 （手前から剣宮、十二社、菅原神社）
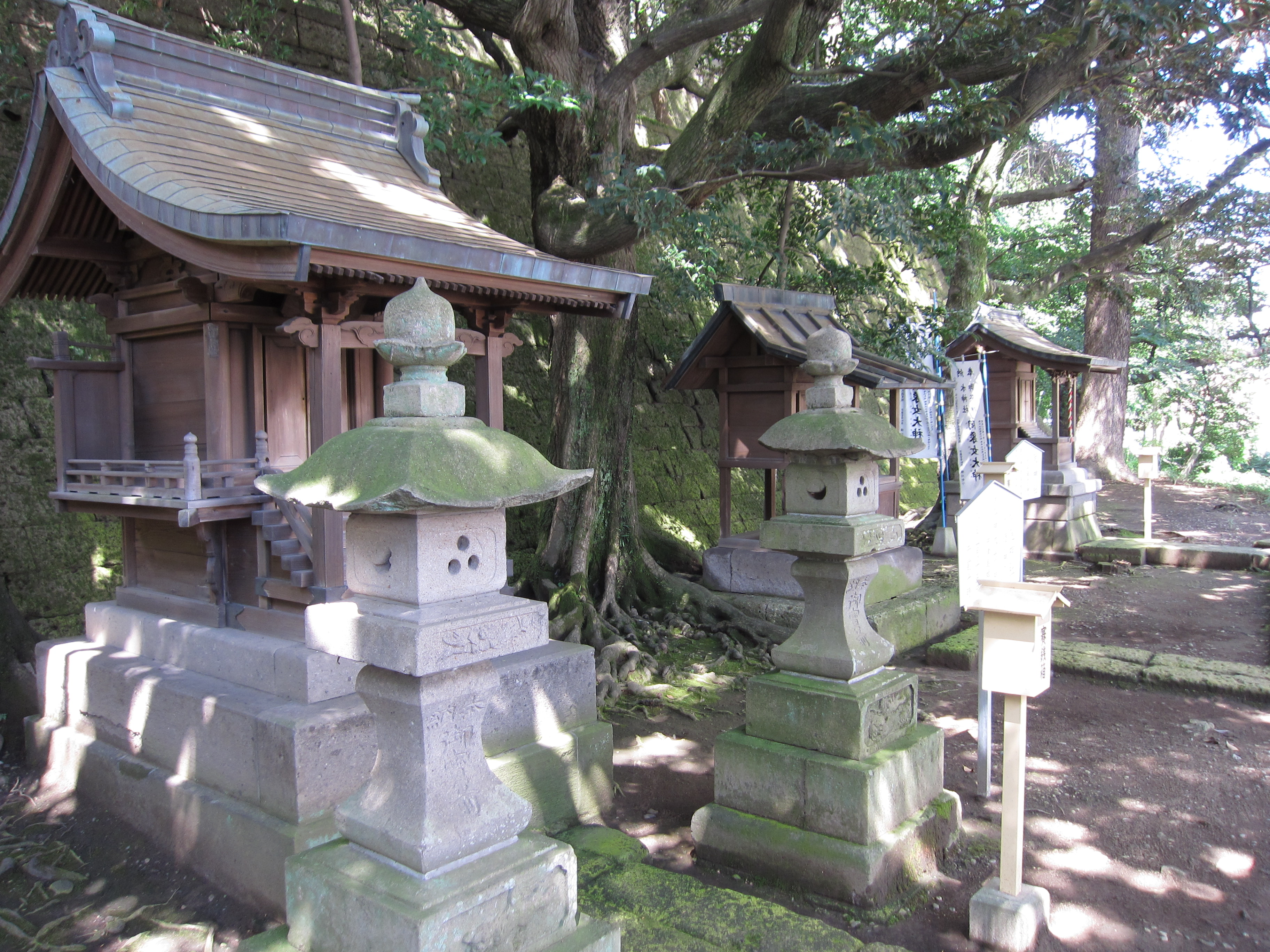
参道右手の3社 （手前から松尾神社、荒神社、水神社）

## 祭事

### 渡祭
12月15日（冬渡祭）と1月15日（春渡祭）の2回行われる。祭神を旧社地（荒尾崎）から現在地（臼ヶ峰）に移した際の遷座の儀式を伝えている。祭神はその2日に分けて渡ったと考えられ、どちらも「おたりや」と呼ばれている。

## 文化財

### 重要美術品（国認定）
- 三十八間星兜 - 昭和9年認定
- 鉄製狛犬 - 昭和10年認定

### 栃木県指定有形文化財
- 太刀 拵付（銘 法城寺和泉守橘正次） - 昭和43年指定
- 刀 無銘（伝 宝寿） - 昭和57年指定
- 本殿、拝殿、女体宮、神楽殿、神門、東回廊　附　建設の経緯を示す文書21点、棟札3点、奉納額4点　‐平成31年3月29日[12]

### 宇都宮市指定文化財
有形文化財
- 紙本墨書新式和歌集 - 藤原定家の孫・二条為氏の編集とされる和歌集。寛文12年（1672年）の古写本で、天保4年（1833年）に奉納された。昭和33年指定
- 本殿勾欄擬宝珠 - 慶長10年（1605年）再建時の徳川家康による寄進。昭和36年指定
- 絹本著色三十六歌仙図 - 昭和57年指定

無形文化財
- 二荒山神社の神楽 - 江戸時代中期の起源。毎年1月・5月・9月の3回奉納される。昭和44年指定

## 御用達看板
2020年4月11日「宇都宮二荒山神社御用達」看板が製作されお披露目されている。これは、門前町である宇都宮中心市街地の活性化を図ろうとはじめた取り組みで関口慶介氏発案 (この他黄ぶな運動や黄ぶなの日も発案している) の元、 宇都宮二荒山神社と地元の納入業者の間で相談し、当時8軒ある各商店が門前町として御用達看板を掲げて街をPRしている。

## 現地情報
所在地
- 栃木県宇都宮市馬場通り1-1-1

交通アクセス
鉄道
- 最寄駅：東武鉄道宇都宮線 東武宇都宮駅
  - 徒歩：約10分
  - バス：「馬場町・二荒山神社前」または「二荒山前」バス停下車 （下車後徒歩すぐ） - 関東バス、ジェイアールバス関東の路線バス（JR宇都宮駅方面行き）
- JR東日本東北新幹線・東北本線（宇都宮線）ほか 宇都宮駅
  - 徒歩：約15分
  - バス：「馬場町・二荒山神社前」または「二荒山前」バス停下車 （下車後徒歩すぐ） - 関東バス、ジェイアールバス関東の路線バス（県庁前・東武駅前方面行き）

車
- 東北自動車道 鹿沼ICから、約25分

付属施設
- 宇都宮二荒山会館

周辺
- 宇都宮城跡
- 餃子通り